# 雉雞血蜱
雉雞血蜱（学名：Haemaphysalis taiwana）为硬蜱科血蜱屬下的一个种。